# بني يونس العليا (تيزي وسلي)
بني يونس العليا هي إحدى مشيخات المملكة المغربية، تتبع جغرافيا لإقليم تازة وإداريًا لتيزي وسلي. يقدر عدد سكانها بـ 4035 نسمة حسب الإحصاء الرسمي للسكان والسكنى لسنة 2004.